# Zentraldeponie Mansie
Die Zentraldeponie Mansie ist das Entsorgungszentrum des Landkreises Ammerland. 

## Allgemeines
Die Zentraldeponie Mansie wird vom Abfallwirtschaftsbetrieb des Landkreises Ammerland in Westerstede betrieben. Neben der Deponie befindet sich hier eine mechanische Abfallbehandlungsanlage und bis Anfang 2012 das Kompostwerk Ammerland. Am Standort werden u. a. Hausmüll und hausmüllähnliche Gewerbeabfälle, Sperrmüll und Baustellenabfälle sowie diverse Wertstoffe und schadstoffhaltige Abfälle angenommen.

## Lage
Die Deponie liegt südwestlich von Westerstede und nördlich des namensgebenden Ortsteils Mansie-Lindern in überwiegend landwirtschaftlich und durch Baumschulen genutztem Gelände. Im Südosten grenzt sie an die Landesstraße 820 zwischen Westerstede und Ocholt, im Nordwesten an die Große Süderbäke, welche bei Apen mit der Großen Norderbäke das Aper Tief bildet.
Der Deponiestandort liegt in der ostfriesisch-oldenburgischen Geest auf einer mittleren Geländehöhe von 3 m ü. NN. Der Untergrund wird durch eine 5 m mächtige Schicht aus Geschiebemergel (Lehm), die von Flug- und Schwemmsanden überdeckt wird, gebildet. Darunter befindet sich eine über 50 m mächtige Barriereschicht aus Lauenburger Ton.

## Geschichte
Die Deponie geht zurück auf den Standort der Stadt Westerstede, welche die Deponie betrieb und hier seit 1969 ihre Abfälle ablagerte. 1975 bekam der Landkreis Ammerland als entsorgungspflichtige Körperschaft die Deponie übertragen. Neben den Abfällen aus Westerstede wurden hier nun auch die Abfälle aus den Gemeinden Apen, Bad Zwischenahn und Edewecht abgelagert. Seit 1984 wurden auch die Abfälle der Gemeinden Rastede und Wiefelstede auf der Deponie abgelagert, wodurch sie zur Zentraldeponie aller sechs Gemeinden des Landkreises Ammerland wurde.
Die Deponie besteht heute aus zwei direkt aneinandergrenzende Flächen, der Deponie Mansie I und der Deponie Mansie II.

## Mansie I
Die Deponie Mansie wurde seit 1969 als Mülldeponie betrieben. Sie erstreckt sich auf einer Fläche von rund 10 Hektar. Die genehmigte Höhe des Müllberges beträgt 32 m ü. NN. Auf der Deponie wurden bis 1997 Abfälle abgelagert. Die Abfallmenge beträgt rund 1,2 Mio m³.
Die Deponie wurde in den Jahren 1993 bis 1998 in mehreren Abschnitten gesichert und rekultiviert. Dazu wurde der bis zu 30 m mächtige Deponiekörper verfüllt und abgedichtet. 2005 wurde die Deponie in die Nachsorgephase überführt.
Der Müllberg der Deponie Mansie I ist inzwischen begrünt. Auf ihm wurden auf einer 25 m hohen und 80 m breiten Fläche 2.200 Sommer- und Rosenspieren gesetzt, die den Schriftzug „Mansie“ bilden.

### Deponiegaskraftwerk
1989 wurde an der Deponie Mansie I ein Deponiegaskraftwerk errichtet, um das im Deponiekörper bei der Umsetzung der organischen Bestandteile des Abfalls entstehende Deponiegas zu nutzen. Das methanhaltige Gas wurde über Gasbrunnen abgesaugt und im Deponiegaskraftwerk verstromt.
Das Deponiegaskraftwerk blieb bis 2010 im Betrieb, als die Gasproduktion im Deponiekörper nach weitgehend abgeschlossenen, biologischen Umsetzungsprozessen zum Erliegen kam. Bis dahin wurden rund 32 Mio. m³ Deponiegas erfasst und verstromt, wodurch etwa 38 Mio. kWh elektrische Energie in das Stromversorgungsnetz eingespeist werden konnten.
Betreiber des Kraftwerkes, das im Jahr 2011 zurückgebaut wurde, war die EWE AG in Oldenburg. Um den Austritt von Restgas zu vermeiden, wurden auf der Oberfläche der Deponie 34 Methanoxidationsfenster installiert.

## Mansie II
Die Deponie Mansie II wurde von Oktober 1989 bis Dezember 1991 angelegt. Sie erstreckt sich, wie die Deponie Mansie I, auf einer Fläche von rund 10 ha. Die Ablagerungsfläche ist 8,4 ha groß. Die genehmigte Höhe des Müllberges beträgt auch hier 32 m ü. NN. Die Deponie kann rund 1,05 Mio m³ Abfall aufnehmen. Die Kapazität der Deponie wird voraussichtlich bis Ende 2020 reichen.
Seit 1992 wurden Abfälle mechanisch vorbehandelt, um das Deponievolumen besser auszunutzen und das Setzungsverhalten der Abfälle zu verringern. Seit 1998 werden die meisten Abfälle erst nach einer mechanisch-biologischen Vorbehandlung abgelagert. Dazu wurde Hausmüll und hausmüllähnlicher Gewerbeabfall geschreddert, in Kaminzug-Rottemieten aufgesetzt und nach einer 12- bis 15-monatigen Rotte deponiert. Da seit Juni 2005 nur noch Abfälle deponiert werden dürfen, die der Abfallablagerungsverordnung entsprechen, ging die ablagerungsfähige Abfallmenge drastisch zurück. Da absehbar war, dass die Deponie allein mit Abfällen aus dem Landkreis Ammerland in wirtschaftlich sinnvollen Zeiträumen nicht verfüllt werden kann, wurde vereinbart, die Deponie auch von den benachbarten Gebietskörperschaften Stadt Oldenburg, Landkreis Oldenburg und Landkreis Aurich mit verfüllen zu lassen. Seit Januar 2004 werden daher Abfälle aus der Stadt Oldenburg auf der Deponie Mansie II abgelagert, nachdem sie in der mechanisch-biologischen Abfallbehandlungsanlage in Wiefels vorbehandelt wurden. Seit 2005 werden die zu deponierenden Abfälle des Landkreises Ammerland zusammen mit Abfällen der Landkreise Aurich und Oldenburg in der mechanisch-biologischen Abfallbehandlungsanlage in Großefehn in Rottetunneln sechs bis sieben Wochen vorbehandelt, wobei ein weitgehender Abbau der organischen Substanz erfolgt. Anschließend werden die Abfälle in der Deponie Mansie II abgelagert.

## Sickerwasser
Das aus der Deponie austretende Sickerwasser wird in einem Sickerwasserspeicher mit zwei Becken mit einem Fassungsvermögen von je 2.800 m³ gesammelt. Von dort wird es kontinuierlich über eine vorgeschaltete Sickerwasserreinigungsanlage, die seit Februar 1992 in Betrieb ist, der rund 1,5 km entfernten Kläranlage der Stadt Westerstede zugeführt. Pro Tag werden rund 100 m³ Sickerwasser gereinigt.

## Sonstiges
Krankenhaus- und Asbestzementabfälle werden in der Deponie Mansie II seit März 1992 in Monopoldern getrennt deponiert.